# Distrito de Tarma

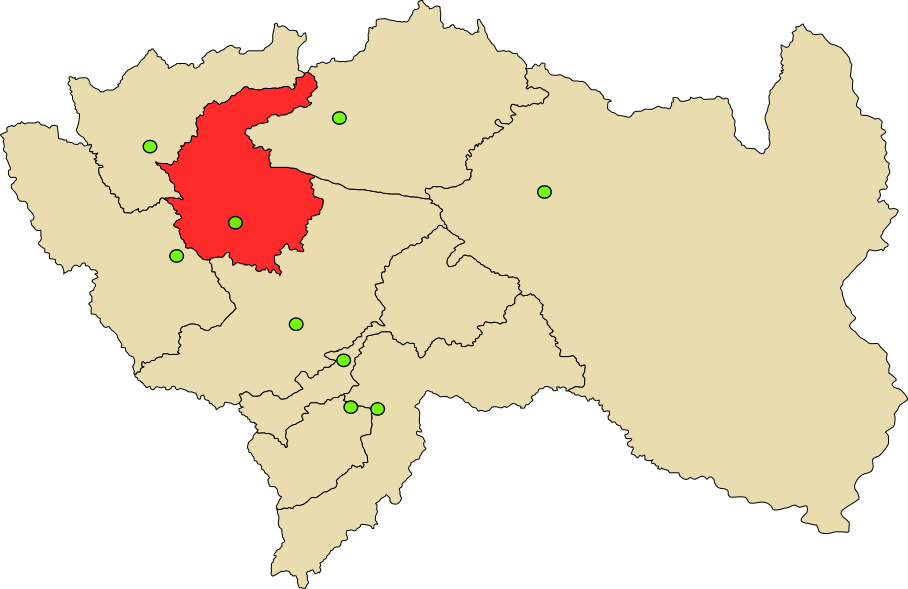
Mapa de provincia de Tarma.

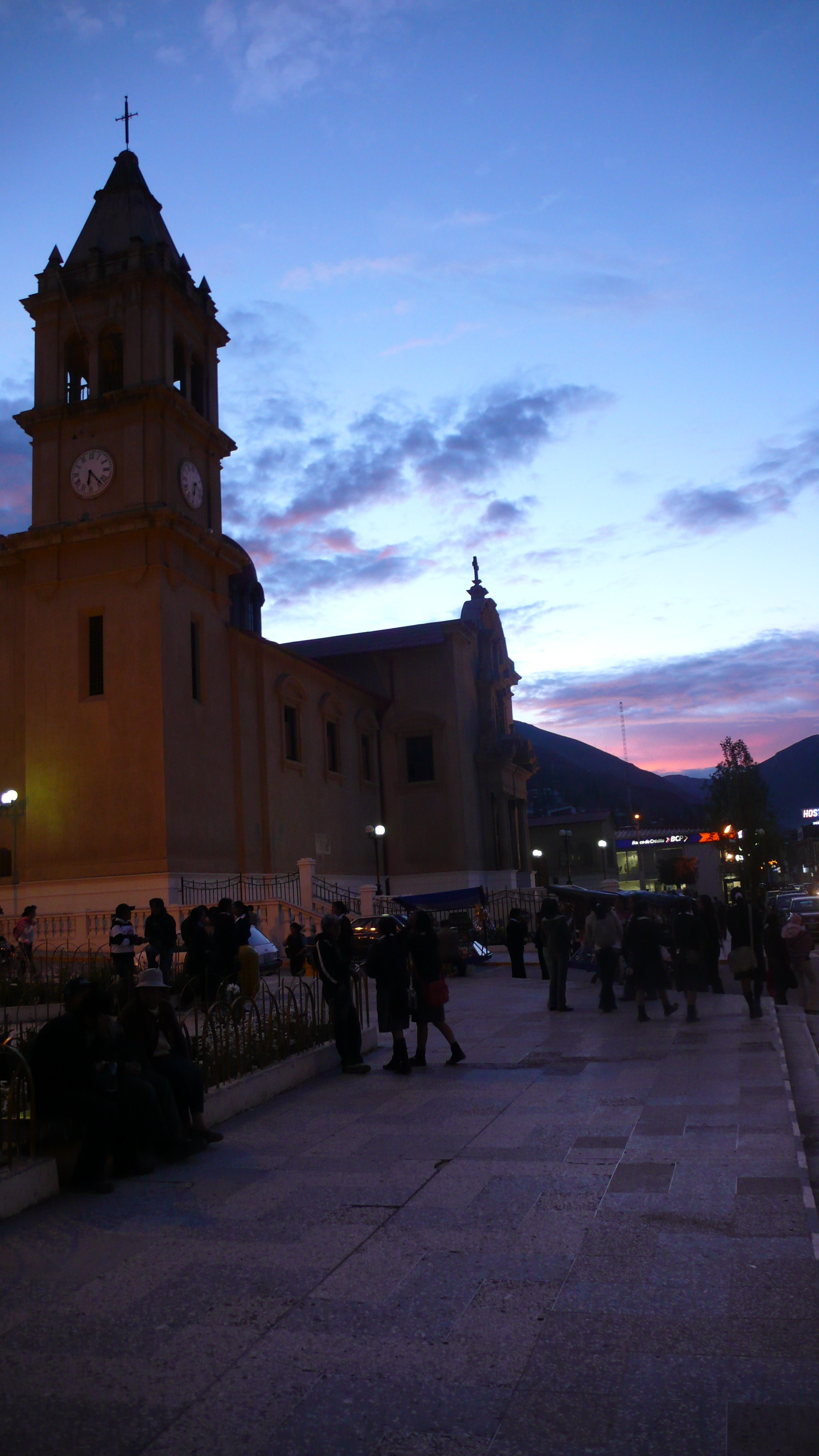
Iglesia de Santa Ana, Tarma

El distrito de Tarma es uno de los nueve distritos que conforman la provincia de Tarma, ubicada en el Departamento de Junín, bajo la administración del Gobierno Regional de Junín, en el Perú. 
Dentro de la división eclesiástica de la Iglesia Católica del Perú, pertenece a la diócesis de Tarma

## Etimología
El vocablo Tarma es la castellanización de dos palabras quechuas por lo que tiene dos significados (tara o tar que significa árbol y el sufijo  ma de mayu  o mayo que significa riachuelo) tarama, taruma, taramayo o tarumayo. Tara Tara hace referencia a los árboles que abundan en los alrededores del río principal de la ciudad que lleva el mismo nombre y, mayu o mayo refiriendo al río homónimo.

## Historia
El distrito fue creado en los primeros años de la República.

## Geografía
El distrito abarca una superficie de 459,95 km².
| Noroeste: Provincia de Yauli / Distrito de La Unión | Norte: Distrito de La Unión / Distrito de Acobamba                    | Nordeste: Distrito de Acobamba / Distrito de Tapo    |
| Oeste: Provincia de Yauli                           |                                                                       | Este: Distrito de Tapo / Distrito de Huaricolca      |
| Suroeste: Provincia de Yauli                        | Sur: Provincia de Yauli / Provincia de Jauja / Distrito de Huaricolca | Sureste: Provincia de Jauja / Distrito de Huaricolca |

## Autoridades

### Municipales
Desde 2007 con la asunción de Luis Morales Nieva, Tarma ha elegido a políticos que estuvieran candidateando con un movimiento político regional como Conredes, Sierra y Selva Contigo Junín, Junín Sostenible y el movimiento político Caminemos Juntos por Junín, con Fathy Jiménez como nuevo gobernador.
En las elecciones regionales y municipales de 2018, el médico Moisés Tacuri García había sido elegido para el periodo 2019-2022. Pero, tras su fallecimiento, y de a pocos meses de haber asumido el cargo como alcalde, el que le sucedió fue el primer regidor, José Mansilla, del mismo partido político: movimiento político regional Sierra y Selva Contigo Junín.
En las elecciones regionales y municipales de Perú de 2022, el pasado 2 de octubre, el elegido fue Walter Jiménez, más conocido como Fathy Jiménez, para el periodo (2023-2026) con el movimiento político regional Caminemos Juntos por Junín.
La duración del mandato tanto para el alcalde y los nueve consejeros es de cuatro años.
| Gobierno de Tarma   | Gobierno de Tarma                                                                           | Gobierno de Tarma |
| Período             | Alcalde/sa                                                                                  | Regidores |
| ------------------- | ------------------------------------------------------------------------------------------- | --- |
| 2023-2026           | Fathy Jiménez (Movimiento Regional Caminemos Juntos por Junín)                              | 1. Gilmer García (Caminemos Juntos por Junín) 2. Flor de María Arroyo (Caminemos Juntos por Junín) 3. Manuel de la Cruz Iriarte (Caminemos Juntos por Junín) 4. Yamilí de María Casas (Caminemos Juntos por Junín) 5. Nilton Palacín (Caminemos Juntos por Junín) 6. Pilar Vicuña (Caminemos Juntos por Junín) 7. Luis Correa Tineo (Sierra y Selva Contigo Junín) 8 Tito Wereli Limaymanta (movimiento político regional Junín Renace) 9. Verónica Sacarías (Renovación Popular) |
| Anteriores alcaldes |                                                                                             | |
| 2019-2022           | José Mansilla Movimiento Regional Sierra y Selva Contigo Junín (interino)                   | |
| 2019-2019           | Moisés Tacuri Movimiento Regional Sierra y Selva Contigo Junín (fallecido a fines del 2019) | |
| 2015-2018           | Luis Palomino Junín Sostenible                                                              | |

### Policiales
| Comisaría de Tarma                   | Comisaría de Tarma                  | Comisaría de Tarma  |
| Dirección                            | Teléfono                            | Horario de atención |
| ------------------------------------ | ----------------------------------- | ------------------- |
| Jr. Callao 118                       | (064) 321921 992569257              | 24 Hs               |
| Comisario                            |                                     |                     |
| Cmdte. PNP Dante Zúñiga Arenas       |                                     |                     |
| Serenazgo                            |                                     |                     |
| Jr. Arequipa 215                     | 064-321322                          | 24 Hs               |
| Emergencias (Hospital Félix Mayorca) |                                     |                     |
| Av. Pacheco 362                      | 064321400 064321401 Samu: 973159461 | 24 Hs               |
| Bomberos                             |                                     |                     |
|                                      | 064321700                           | 24 Hs               |

### Religiosas
- Diócesis de Tarma[6]
  - Obispo: Mons. Richard Daniel Alarcón Urrutia (2001-2014).
  - Administrador Diocesano de Tarma: Pbro. Felipe Ochante Lozano, OFM
- Parroquia de 
  - Párroco: Preb.  .

## Educación
Los centros educativos en Tarma es desde el nivel inicial, primaria, secundaria, terciaria y superior.

#### Universidades
| N.º | Universidad                                                      | Siglas | Tipo    |
| --- | ---------------------------------------------------------------- | ------ | ------- |
| 1   | Universidad Nacional Autónoma Altoandina de Tarma (sede central) | UNAAT  | Pública |
| 2   | Universidad Nacional del Centro del Perú (filial Tarma)          | UNCP   | Pública |
| 3   | Universidad Nacional Daniel Alcides Carrión (filial Tarma)       | UNDAC  | Pública |
| 4   | Universidad Católica Sedes Sapientiae (filial Tarma)             | UCSS   | Privada |

#### Institutos
| N.º | Instituto                                                                                               | Siglas     | Tipo            |
| --- | --- | ---------- | --------------- |
| 1   | Colegio Nacional Industrial N.º 32                                                                      | CNI N.º 32 | Público         |
| 2   | Instituto Superior Tecnológico Público Adolfo Vienrich                                                  | ISTPAV     | Público         |
| 3   | Instituto Superior Pedagógico Gustavo Allende Llavería                                                  | ISPGALl    | Público         |
| 4   | Escuela Superior de Formación Artística San Pedro de Cajas                                              | ESFAP      | Pública         |
| 5   | Centro de Formación y Capacitación Nacional - Servicio Nacional de Adiestramiento en Trabajo Industrial | SENATI     | Privado/público |
| 6   | Instituto Superior Tecnológico Privado Santa Lucía                                                      | ISTPSL     | Privado         |

#### Colegios
- I.E. Ángela Moreno de Gálvez (emblemático)
- I.E. San Ramón (emblemático)
- I.E.  Industrial 32            ("Tecnico")
- IE Andrés Avelino Cáceres
- IE Gustavo Allende Llavería
- IE José Gálvez
- IE San Vicente de Paúl

## Cultura
La cultura tarmeña tiene un poco de todo para ofrecer.

### Turismo

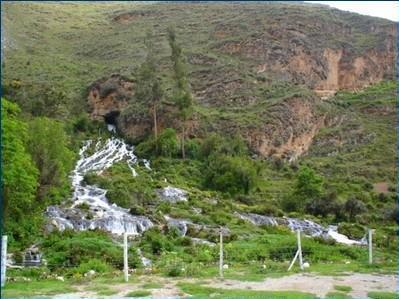
Gruta de Huagapo.

### Gastronomía

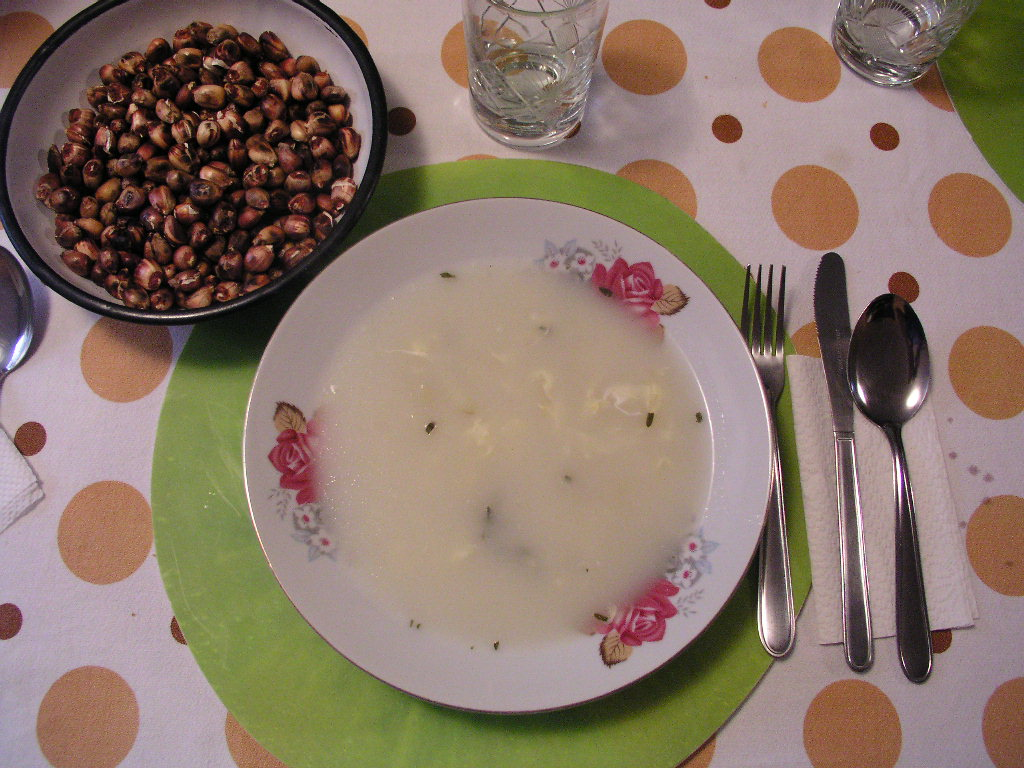
Chupe con Cancha

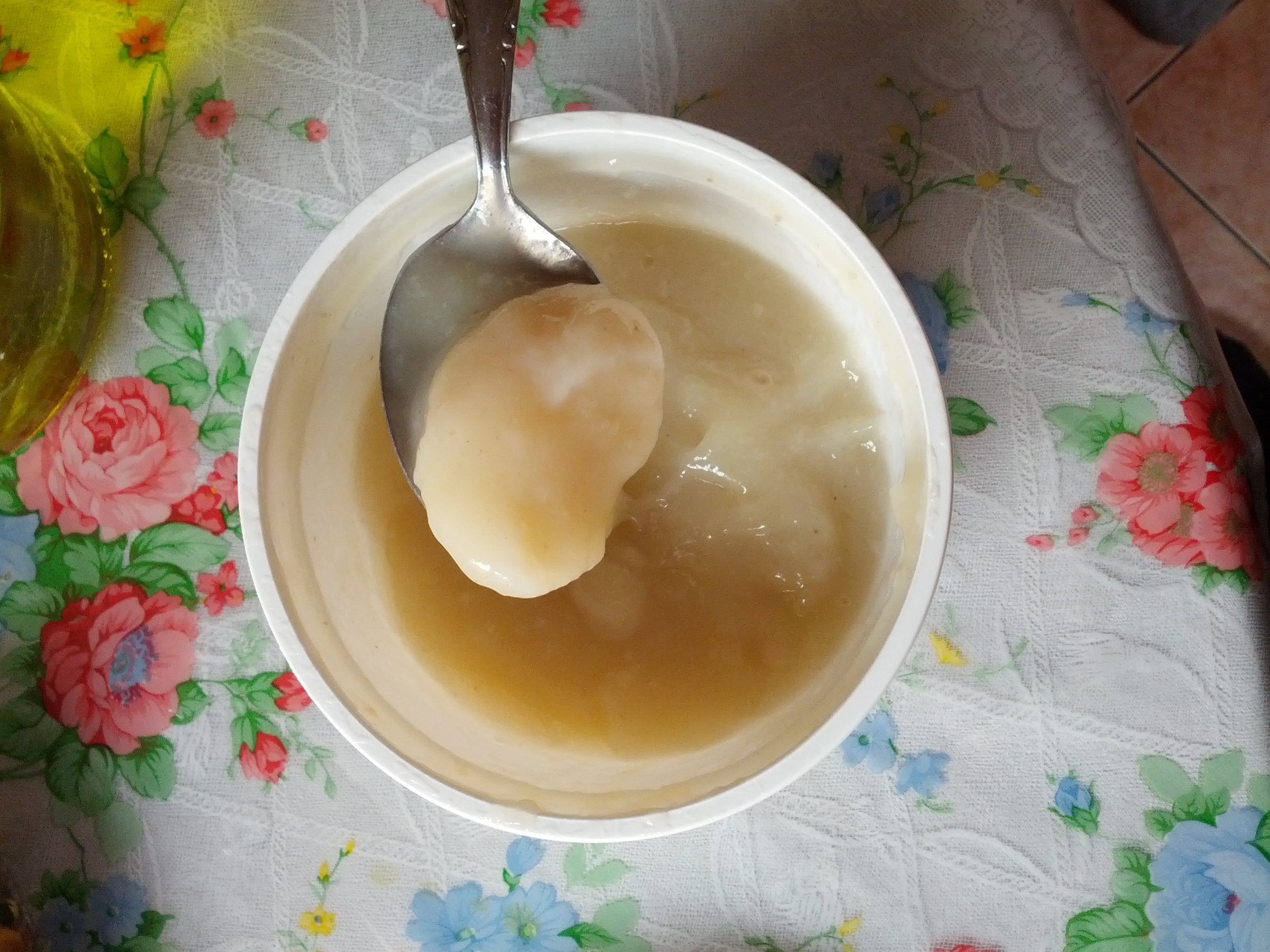
Tocosh.

La gastronomía tarmeña es reconocida por el Chupe verde o Siete chupes, preparado con siete yerbas naturales de esa ciudad. Pachamanca y el Manjar son símbolos del arte culinario de Tarma. Patasca, Patache, Trucha con Racacha, Sopa de trigo con charqui, Sopa de olluco, Papasopa, Yacusopa, Pipián de maíz, Tortilla de chuño, Ajiaco de olluco, Picante de cuy, Charqui tostado acompañado con papa sancochada, cancha, huevo sancochado y uchu, etc. Api o Mazamorra de tocosh, Mazamorra de calabaza, Mazamorra de caya y  Mazamorra de Chuño; Humitas, Tamales y Mermelada de llacón; Ponche de habas, Quinua, Maca, Kiwicha, Máchica  y Siete semillas y por último están las bebidas como Chicha morada, Chicha de jora, té de coca, té de muña y té de antañawi.

### Música
Tarma cuenta con una variedad de músicas y danzas tales como la chonguinada, tunantada, huayno, muliza, huaylegia, quiulladanza, huanuquillada, entre otros. Al igual que grupos, orquestas, bandas y artistas solistas hacen algunas músicas, danzas o manifestaciones folclóricas que Tarma comparte con otras provincias juninenses. Los principales exponentes son Lira tarmeña fundado en 1929 por Antidio Rojas y Adrián Solano de composiciones como Picaflor tarmeño considerado como uno de los himnos de la provincia de Tarma, asimismo cuenta con otros temas principales Mantarana y Huamanripita. El cuarteto de músicos llamado Extraña dimensión fundado en los setenta. otra de las bandas vigentes son Contrabandamil fundado en 2009 y, el dúo de Edwin y Franco.

### Centros Culturales
- Museo Adolfo Vienrich y Ollie Mae Bernard
- Catedral de Santa Ana
- Centro Cultural Teodoro Cárdenas
- Casonas republicanas[14]
- Biblioteca Municipal Adolfo Vienrich
- Centro Arqueológico Tarmatambo
- Centro cívico de Tarma

### Expo Tarma

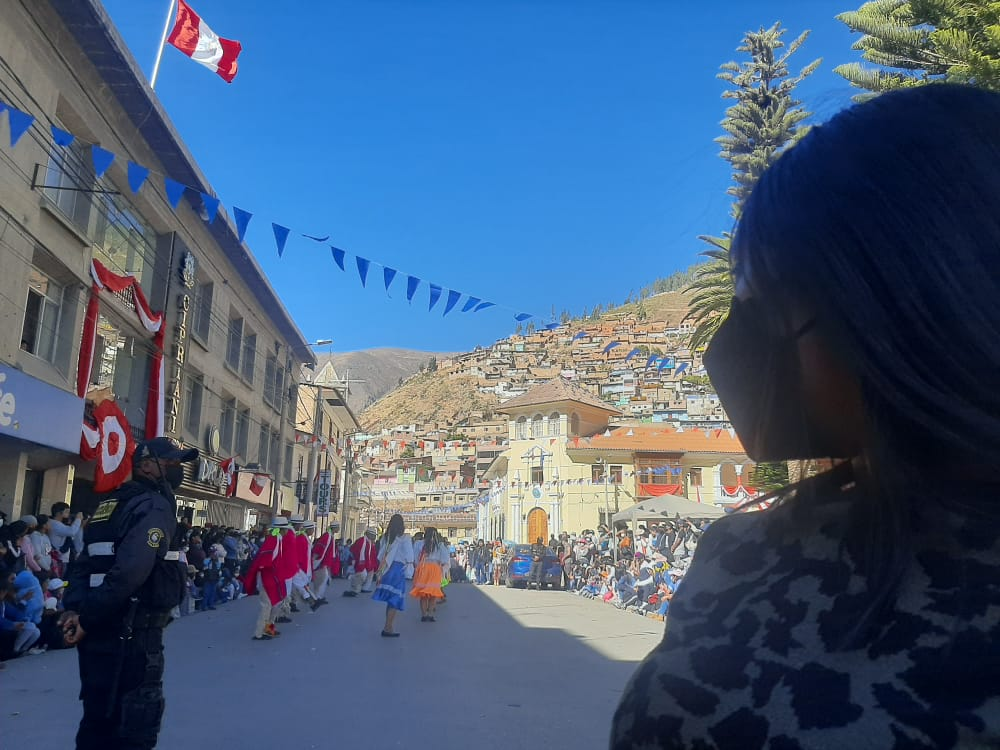

### Expo Tarma[8]
- Chonguinada
- Inti Raymi
- Huanuquillada[15]
- Señor de Muruhuay
- Semana Santa
- Festival de folclor
- Expo gastronómico

### Feria Nacional Libro - Fernal

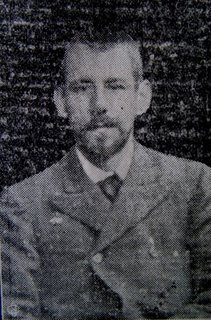
El tarmeño Adolfo Vienrich con su obra es uno de los máximos exponentes de la literatura quechua

La Feria nacional de libros de Tarma se realiza desde el 2016. Está a cargo del escritor y promotor cultural Guillermo Camahualí. El año 2020 fue de manera virtual y en 2021 aún en cuarentena por el COVID-19 tuvo que realizarse solo por unos cuantos días y en 2022 la feria nacional de libro de Tarma cumple su séptimo año consecutivo.
Participan autores nacionales e internacionales con exposiciones, entrevistas, presentaciones de libros y firma de libros.

## Deportes
Los principales deportes que se practican en Tarma son el fútbol, básquetbol y el ciclismo.

### Futbol[18]
| Equipos de Fútbol de Tarma | Equipos de Fútbol de Tarma        | Equipos de Fútbol de Tarma | Equipos de Fútbol de Tarma    | Equipos de Fútbol de Tarma | Equipos de Fútbol de Tarma |
| N.º                        | Club                              | Fundación                  | Estadio                       | Liga                       | Ciudad                     |
| -------------------------- | --------------------------------- | -------------------------- | ----------------------------- | -------------------------- | -------------------------- |
| 1                          | Asociación Deportiva Tarma (ADT). | 1929                       | Estadio Unión Tarma           | Liga 1 2022 (Perú)         | Tarma                      |
| 2                          | Club Sport Dos de Mayo            | 1919                       | Estadio Unión Tarma           | Copa Perú                  | Tarma                      |
| 3                          | P. Muruhuay                       |                            | Estadio municipal de Acobamba | Liga provincial de Tarma   | Acobamba                   |
| 4                          | Unión Carhuacatac                 |                            | Estadio municipal de Acobamba | Liga provincial de Tarma   | Acobamba                   |